# Decermilo
Decermilo era una freguesia portuguesa del municipio de Sátão, distrito de Viseo.

## Historia
En 1958 se segregó la parte occidental de la freguesia para formar con ella la de Avelal.
Fue suprimida el 28 de enero de 2013, en aplicación de una resolución de la Asamblea de la República portuguesa promulgada el 16 de enero de 2013 al unirse con las freguesias de Romãs y Vila Longa, formando la nueva freguesia de Romãs, Decermilo e Vila Longa.